# Rechimund
Rechimund či Richimund (5. století? – 464?) byl od roku 457 až do roku 464 svébský vůdce Galicijského království.
Po smrti svébského krále Rechiariuse v roce 456 došlo mezi Svéby k boji o trůn království. Jedna v čele s Maldrasem si uzurpovala Lusitánii a druhá vedená Framtou ovládla Galicijské království. I když je možné, že svébský lid žil pod diarchií a obě bojující skupiny zůstali na sobě nezávislé. Rechimund chtěl získat moc v nejednotném království a tak v roce 461 žádal o podporu Theodoricha, ale neúspěšně. Po několika měsících Framta zemřel a Rechimund se snažil ovládnout trůn, ale to se mu nepodařilo. V roce 464 byl svébský národ znovu sjednocen pod vládou Remismunda. Lze předpokládat, že Rechimund i Frumar bojovali o trůn, ale oba byli odstraněni. Někteří historici se domnívají, že Remismund a Rechimund je jedna osobnost, ale to je velmi nepravděpodobné.
Galicijským biskupem Hydatiem byl Rechimund označen jako král (rex), když napsal inter Frumarium et Rechimundum oritur de regni potestate dissensio (Mezi Frumariem a Rechimundem vznikl spor o královskou moc).